# La Roche-en-Ardenne
La Roche-en-Ardenne (en való Li Rotche) és un municipi belga de la província de Luxemburg a la regió valona. Es troba als marges de l'Ourthe i és un important centre turístic.

## Burgmestres (des de 1976)

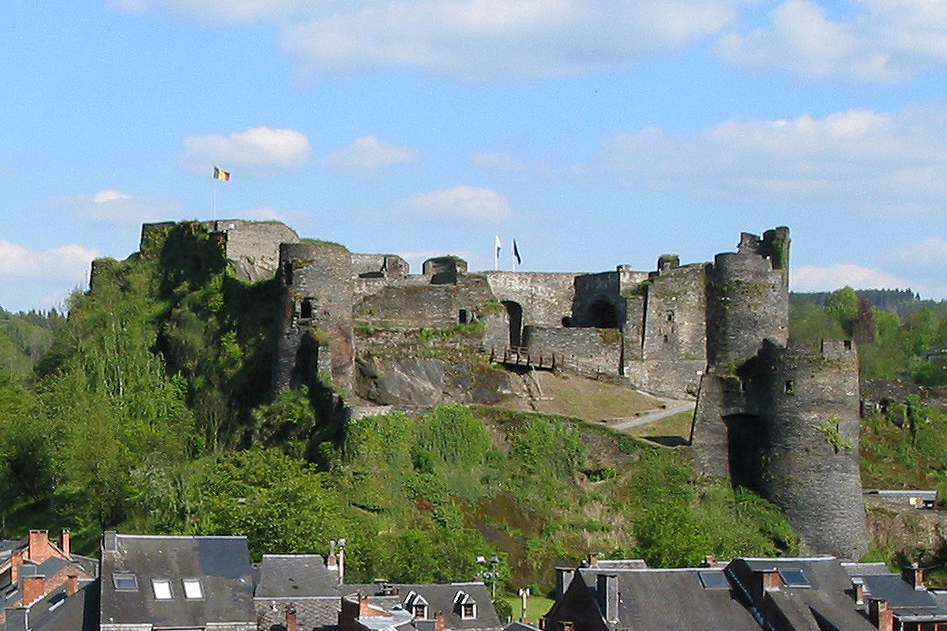
El castell de La Roche-en-Ardenne

- Jules Bastin (1976-1982)
- Jean-Pierre Dardenne (1982-1988)
- Jacques Linchet (1988-1989)
- Jean-Pierre Dardenne (2000-)